# Weltpostkongress 1920
Ursprünglich sollte der siebte Weltpostkongress ab dem 10. September 1914 in Madrid (Spanien) stattfinden. Durch den Beginn des Ersten Weltkrieges am 1. August fand der Kongress jedoch zunächst nicht statt. Nach dem Weltkrieg, hielt man an dem Sitzungsort Madrid fest, nicht zuletzt da Spanien sich neutral verhalten hatte. Mit 61 Tagen war der siebte Weltpostkongress 1920 der längste und mit 2248 Vorschlägen auch der arbeitsreichste. Trotz des kurz zuvor beendeten Ersten Weltkrieges war Deutschland auf dem Kongress vertreten.

## Abkommen
Erstes internationales Abkommen betreffend Postüberweisungsdienst, sowie die Grundsätze über die Postgebühren und über die Abrechnung unter den Verwaltungen den neuen Währungsverhältnissen anzupassen. Mit Rücksicht auf die allerorts bestehende Verteuerung musste eine Gebührenerhöhung hingenommen werden. Die Wertbestimmung des Franc wurde auf die Goldmenge festgelegt, die in einem Franc nach dem Münzfuß der Länder mit Frankenwährung enthalten sein muss, hierfür wurde die Fiktiv-Währung Goldfranken eingeführt, die auch von der Internationalen Fernmeldeunion genutzt wurde. Für den Geldausgleich zwischen den Verwaltungen gelangten Bestimmungen über die Wertbeständigkeit zur Annahme. Einen wichtigen Fortschritt bedeutete der Abschluss des neuen Nebenabkommens für den (barlosen) Postüberweisungsdienst. Als neues Mittel der Postbeförderung hat nun auch das Luftfahrzeug Aufnahme in den internationalen Bestimmungen gefunden. Die besonderen Verhältnisse der damaligen Zeit werden dadurch gekennzeichnet, dass die neuen Auslandpostgebühren am 1. April 1921, alle übrigen Teile der am 30. November 1920 in Madrid gefassten Beschlüsse aber erst am 1. Januar 1922 wirksam wurden. Da der Hauptvertrag und die früher getroffenen Nebenabkommen im Laufe von fast fünfzig Jahren durch zahlreiche Ergänzungen und Änderungen an Übersichtlichkeit verloren hatten, betraute der Madrider Kongress einen Studienausschuss, bestehend aus Belgien, Deutschland, Frankreich, Großbritannien, Italien, Schweden und Spanien, mit der Aufgabe, Vorschläge für eine neue Fassung der Vertragsurkunden des WPV auszuarbeiten. Die Vorschläge des Ausschusses bildeten die Grundlage für die Beschlussfassung des nächsten Kongresses.
Des Weiteren wurden Fensterbriefumschläge erstmals zugelassen. Ebenso Freistempelabdrucke der Freistempelmaschinen auf Auslandsbriefsendungen, sofern diese von der Absendeverwaltung zugelassen waren und unter ihrer Aufsicht betrieben wurden.